# Sybra fuscoapicaloides
Sybra fuscoapicaloides är en skalbaggsart som beskrevs av Stefan von Breuning 1980. Sybra fuscoapicaloides ingår i släktet Sybra och familjen långhorningar.
Artens utbredningsområde är Filippinerna. Inga underarter finns listade i Catalogue of Life.